# Otročiněves
Otročiněves är en ort i Tjeckien.   Den ligger i regionen Mellersta Böhmen, i den centrala delen av landet, 30 km väster om huvudstaden Prag. Otročiněves ligger 309 meter över havet och antalet invånare är 451.
Terrängen runt Otročiněves är kuperad österut, men västerut är den platt. Runt Otročiněves är det tätbefolkat, med 308 invånare per kvadratkilometer. Närmaste större samhälle är Beroun, 6,9 km öster om Otročiněves. I omgivningarna runt Otročiněves växer i huvudsak blandskog.